# República Soviética Socialista de Galitzia
La República Soviética Socialista de Galitzia (RSS de Galitzia) existió desde el 8 de julio a 21 de septiembre de 1920 durante la guerra polaco-soviética en el área de la Galitzia de Europa Central. Su capital era Ternópil. Fue proclamada tras la ocupación de la zona por fuerzas del Ejército Rojo.
La RSS de Galitzia fue establecida y manejada por el Comité Revolucionario de Galitzia (Galrevkom), un gobierno provisional creado a partir de la Rusia bolchevique. Su capital se situó en Ternópil con Volodímir Zatonski como su presidente. El Galrevkom estableció una estructura administrativa, el Ejército de Galitzia, y un sistema educativo. Los idiomas nacionales se encontraban en un estatus igual y los declaró como: polaco, ucraniano y yidis. 
El Galrevkom no controló la parte más importante de Galitzia que es Leópolis. Ternópil fue reocupado por Polonia el 21 de septiembre de 1920.